# Alemannia Aachen
 (juin 2024).
Si vous disposez d'ouvrages ou d'articles de référence ou si vous connaissez des sites web de qualité traitant du thème abordé ici, merci de compléter l'article en donnant les références utiles à sa vérifiabilité et en les liant à la section « Notes et références ».
Maillots
Actualités
L'Aachener Turn- und Sportverein Alemannia 1900 e.V., couramment abrégé en Alemannia Aachen et parfois partiellement francisé en Alemannia Aix-la-Chapelle, est un club allemand de football basé à Aix-la-Chapelle évoluant en 3. Liga (troisième division allemande).

## Historique

### 1900-1924: fondation et débuts
En 1900, le club est fondé sous le nom de FC Alemannia Aachen[réf. nécessaire]. En 1919, il fusionne avec le Aachener TV 1847 pour former le TSV Alemannia Aachen. Cette fusion est révoquée en 1924, mais le club garde le même nom.

### De 1967 à 1970: premier passage en Bundesliga
Le club d'Aix-La-Chapelle accède à la Bundesliga en juin 1967. La première saison voit le club se maintenir facilement, terminant la saison à la 11e place. L'année suivante est couronnée de succès avec une deuxième place au championnat, à 8 points du Bayern Munich. Cependant, la troisième saison est une catastrophe pour le club : ils ferment la marche du championnat avec 17 points et descendent en deuxième division à partir de la saison 1970.

### Saison 2004-2005: participation européenne
Lors de la saison 2003-2004, le club de 2. Bundesliga atteint la finale de la Coupe d'Allemagne. Si les pensionnaires de la deuxième division allemande sont défaits face à Brême, ils se qualifient pour les barrages de la Coupe UEFA 2004-2005. Lors de ces barrages, le club s'impose sur la pelouse du FH Hafnarfjörður (1-5) et réalisent un nul au retour (0-0). Ils se qualifient donc pour les poules, ce qui constitue la première participation à une coupe d'Europe pour le club allemand.
Le club allemand gagne d'abord contre Lille (1-0 grâce à Eric Meijer), puis s'inclinent en déplacement à Séville (2-0). La troisième rencontre les oppose au club russe du Zénith Saint-Pétersbourg, où, menés 1-2 et réduits à 10, ils parviennent à arracher l'égalisation à la dernière minute grâce à un but de Stefan Blank (en). L'Allemania s'impose ensuite 0-2 en déplacement à l'AEK Athènes, assurant sa qualification au tour suivant. 
Le parcours des Allemands s'arrête cependant en seizièmes de finale face à l'AZ Alkmaar, avec un score nul et vierge à l'aller à domicile puis une défaite à l'extérieur 2-1.

### Saison 2006-2007: bref retour dans l'élite
En juin 2006, l'Allemania Aachen retrouve la Bundesliga. Malgré quelques succès d'estime (1-0 face au Bayern ou 1-2 contre Wolfsburg), les Kartoffelkäfer ne parviennent pas à se maintenir. Ils bouclent la saison avant-derniers, à la 17e place avec 34 points.

### De 2008 à 2013: dégringolade et faillite
Après cinq saisons en deuxième division allemande, l'Allemania Aachen termine le championnat 2011-2012 à l'avant-dernière place, le club est donc relégué en troisième division. En grosse difficulté financière et dernier du championnat, le club demande sa mise en faillite en novembre 2012. Cet aveu de faillite empêche le club d'obtenir sa licence professionnelle, il est alors administrativement relégué en quatrième division à partir de la saison 2013.

### Depuis 2023: sacre et promotion en troisième division
Le club est sacré champion de quatrième division au terme de la saison 2023-2024 et est donc promu en troisième division : l'Alemannia Aachen fait son retour dans le football professionnel après onze saisons. Le jour de sa promotion, le club bat le record d'affluence pour un match de quatrième division, avec 31 034 spectateurs.

## Palmarès
- Championnat d'Allemagne :
  - Vice-champion : 1969
- Coupe d'Allemagne : 
  - Finaliste : 1953, 1965 et 2004
- Championnat d'Allemagne de deuxième division :
  - Vice-champion : 2006
- Regionalliga Ouest/Sud-Ouest :
  - Champion : 1999

## Joueurs et personnalités du club

### Entraîneurs
- Viktor Havlicek/Josef Kratz (1945-48)
- Karl Fink (1948-49)
- Fritz Pölsterl (1949-50)
- Emil Melcher (1950-51)
- Hermann Lindemann (1951-55)
- Schorsch Knöpfle (1955-58)
- Bela Sarosi (1958-59)
- Helmut Kronsbein (1959-62)
- Bert Schütt (1962)
- Oswald Pfau (1962-65)
- Williberth Weth (1965-66)
- Hennes Hoffmann (1966-67)
- Michel Pfeiffer (1967-69)
- Georg Stollenwerk (1969)
- Williberth Weth (1969-70)
- Hermann Lindemann (1970)
- Volker Kottmann & Schütt (1970-71)
- Gunther Baumann (1971-72)
- Bert Schütt (1972)
- Barthel Thomas (1972-73)
- Michel Pfeiffer (1973-74)
- Gerhard Prokop (1974)
- Horst Witzler (1974-76)
- Gerhard Prokop (1976-78)
- Willi Haag (1978)
- Erhard Ahmann (1978-81)
- Ernst-Günter Habig (1981)
- Josef Martinelli (1981)
- Horst Buhtz (1981-82)
- Slobodan Cendic (1982-83)
- Erhard Ahmann (1983-84)
- Rolf Grünther (1984)
- Werner Fuchs (1984-87)
- Diethelm Ferner (1987)
- Peter Neururer (1987-89)
- Rolf Grünther (1989)
- Mustafa Denizli (1989-90)
- Eckhard Krautzun (1990)
- Norbert Wagner (1990-91)
- Michael Schleiden (1991)
- Hannes (1991-94)
- Helmut Graf (1994)
- Gerd von Bruch (1994-96)
- Werner Fuchs (1996-99)
- André Winkhold (1999)
- Eugen Hach (1999-2001)
- Jörg Berger (2001-04)
- Dieter Hecking (2004-06)
- Michael Frontzeck (2006-07)
- Guido Buchwald (2007)
- Jörg Schmadtke (2007)
- Jürgen Seeberger (2008-09)
- Willi Kronhardt (2009)
- Michael Krüger (2009-10)
- Peter Hyballa (2010-11)
- Ralf Außem (2011)
- Friedhelm Funkel (2011-12)
- Ralf Außem (2012)
- Peter Schubert (2012)
- René van Eck (2012-2013)
- Peter Schubert (2013-2015)
- Christian Benbennek (2015)
- Sven Schaffrath & Aïmen Demai (2015)
- Fuat Kılıç (2016-2020)
- Stefan Vollmerhausen (2021)
- Kristoffer Andersen (2021)
- Patrick Helmes (2021)
- Uwe Grauer (2021)
- Fuat Kılıç (2021-2022)
- Helge Hohl (2022-2023)
- Reiner Plahenrich (2023)
- Heiner Blackhaus (2023-)

### Anciens joueurs
- Vladimir Beara
- Roger Claessen
- Jupp Derwall
- Hans-Jürgen Ferdinand
- Torsten Frings
- Daniel Gomez
- Xie Hui
- Ion Ionescu
- Vedad Ibišević
- Anouar Hadouir
- Jupp Kapellmann
- Erik Meijer
- Reinhold Münzenberg
- Laurențiu Reghecampf
- Branko Zebec
- Marco Höger
- Lewis Holtby